# Lothringerkreuz
Lothringerkreuz oder Lothringer Kreuz (französisch: Croix de Lorraine oder Croix d'Anjou) ist die Bezeichnung für ein Kreuz mit zwei gleich langen Querbalken, wobei meist der untere Querbalken vom unteren Ende des Längsbalkens so weit entfernt ist wie der obere Querbalken vom oberen. Diese Form war seit dem Mittelalter in Ungarn, Polen, Litauen, der Slowakei und Lothringen verbreitet.
Seit 1912 trug Elsass-Lothringen ein Patriarchenkreuz in seiner Flagge, ebenso von 1940 bis 1944 der französische Widerstand (Freie Französische Streitkräfte). Diese wurden aber auch Lothringerkreuz genannt. Dadurch kam es zu einer begrifflichen Vermischung der beiden Kreuze.

## Geschichte

### Slowakei, Polen und Litauen

Parteiflagge der slowakischen Ludaken (1938–1945)

Ein Kreuz mit zwei gleich langen Balken ist seit dem frühen Mittelalter bekannt, unter anderem auch als Rune. Spätestens seit dem 14. Jahrhundert war ein Kreuz mit zwei gleich langen Querbalken das Wappenzeichen der Jagiellonendynastie, die weite Teile Ost- und Südosteuropas beherrschte.

### Fürsten von Anjou
Grafen und Herzöge von Anjou (und Herzöge von Lothringen danach) benutzen Lothringerkreuze als Symbol der Reliquien des Heiligen Kreuzes von Angers.

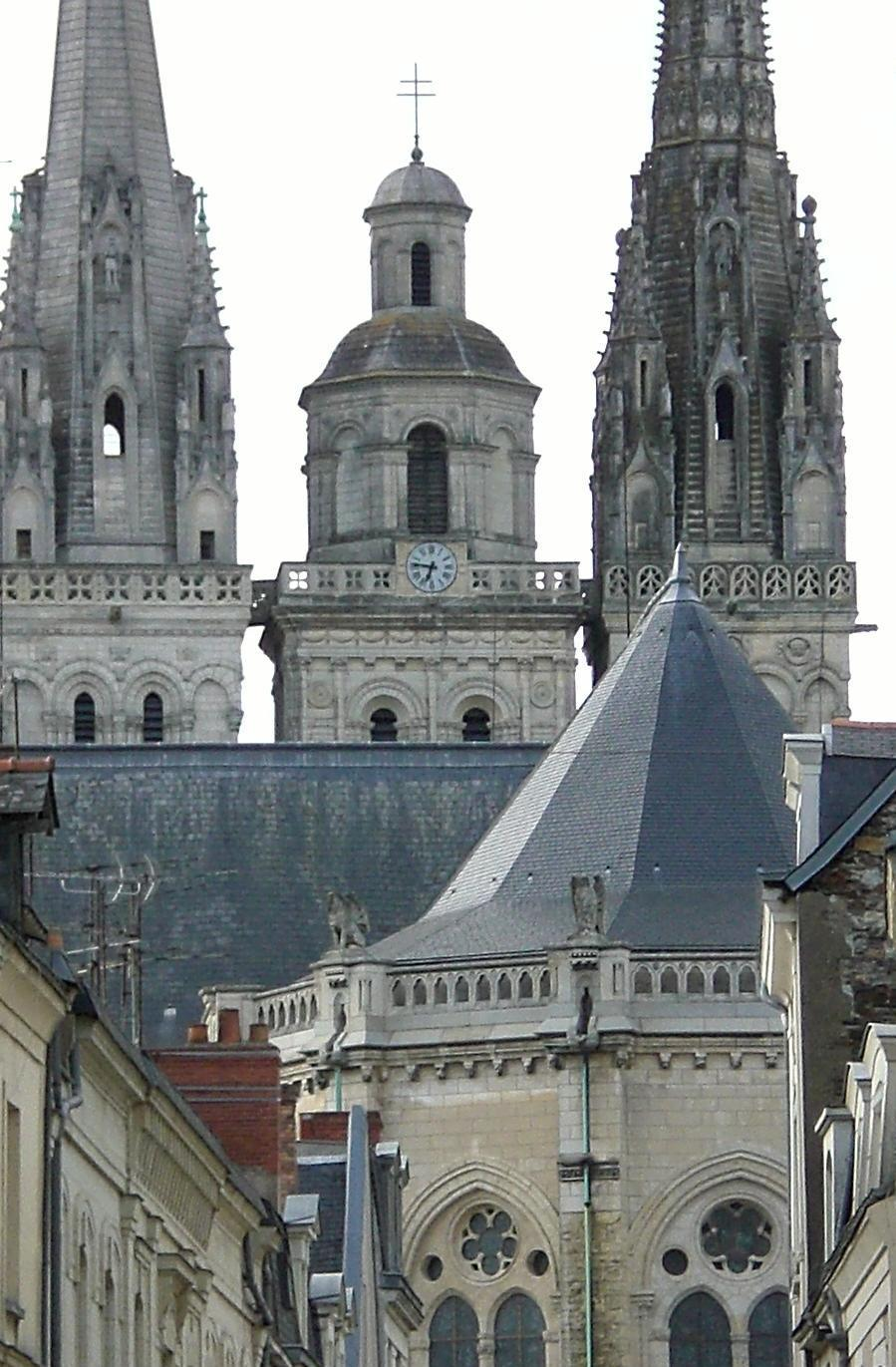
Kreuz auf dem Turm der Kathedrale von Angers (Anjou)
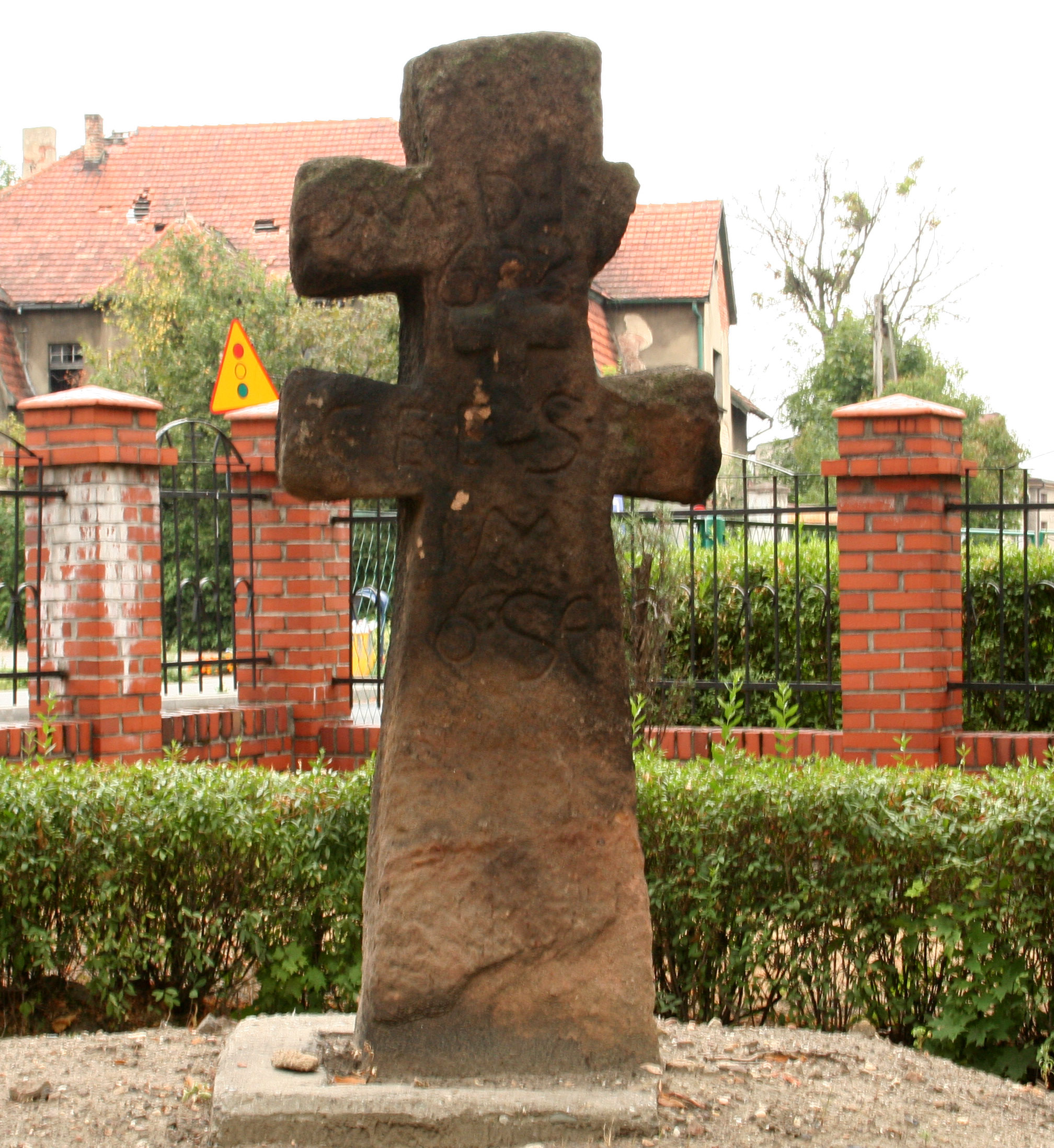
Lothringerkreuz in Rydułtowy, Polen
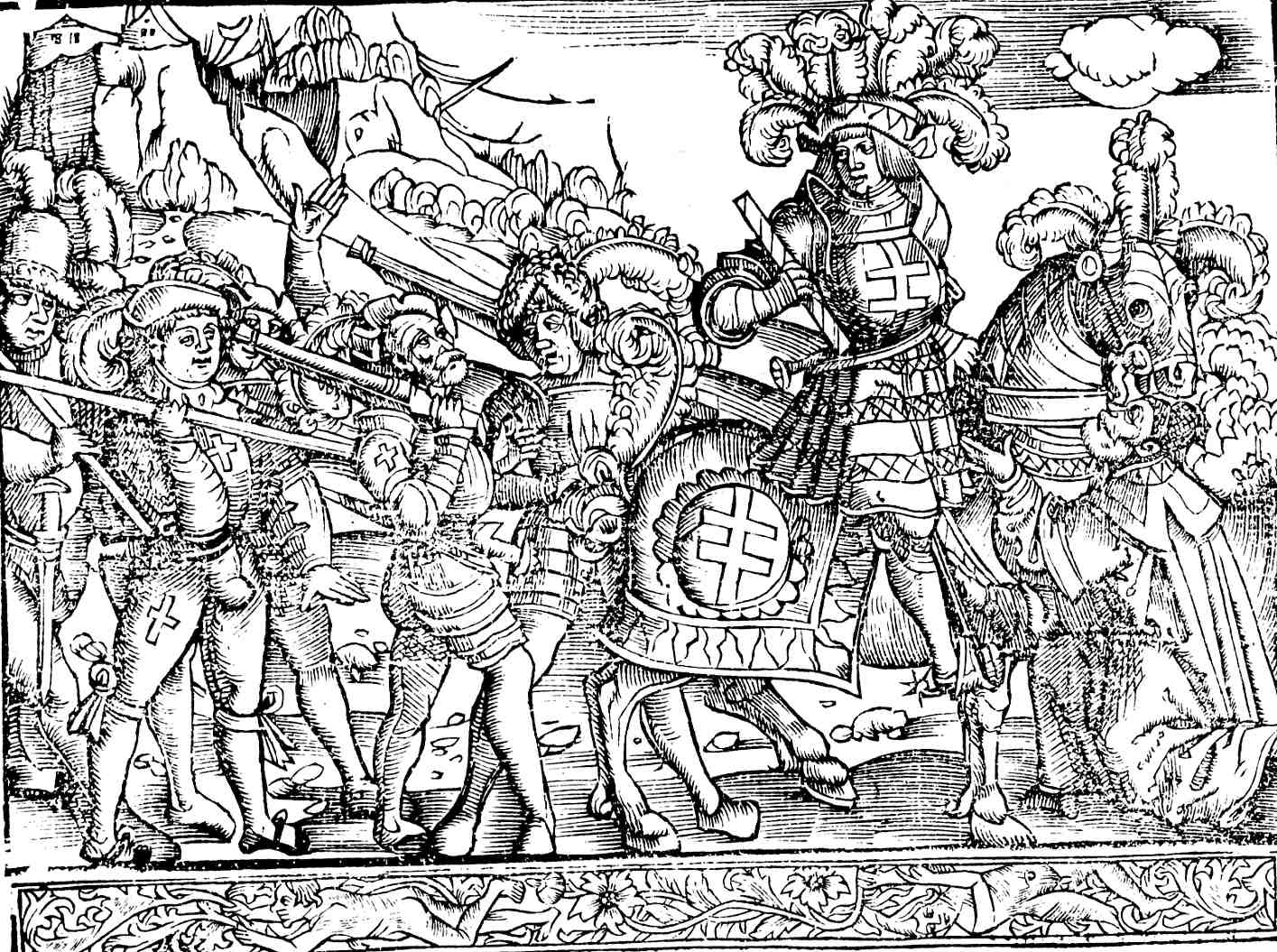
René II., Stich von 1519
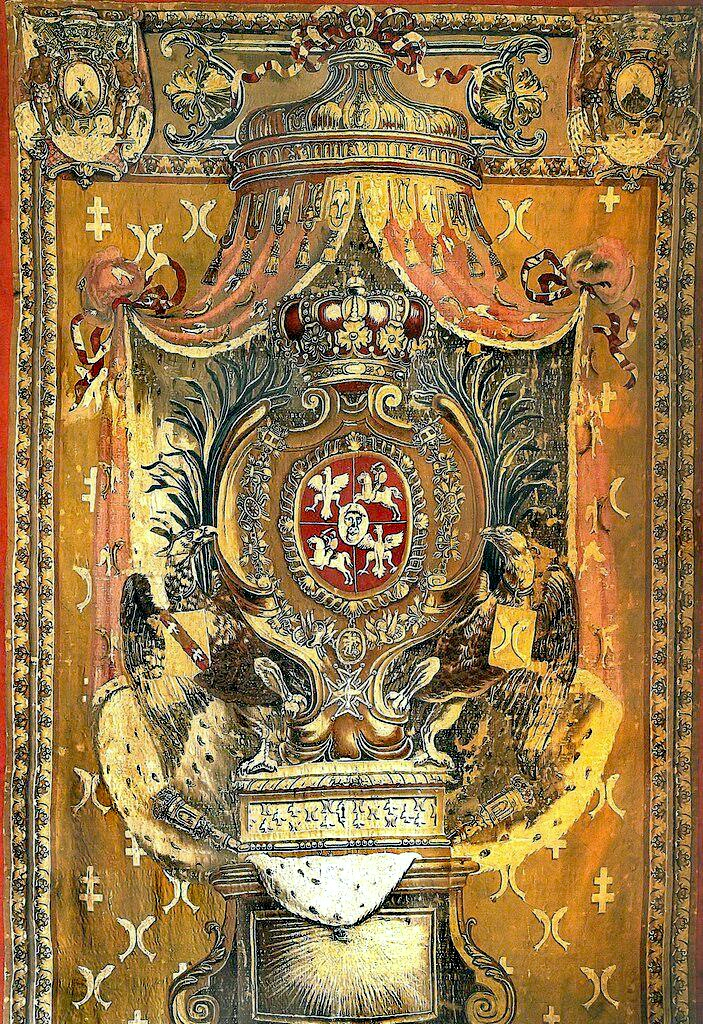
Stanislaus I. Leszczyńskis Wappen als Herzog von Lothringen

### Elsass-Lothringen 1912 bis 1918

Flagge der Republik Elsaß-Lothringen

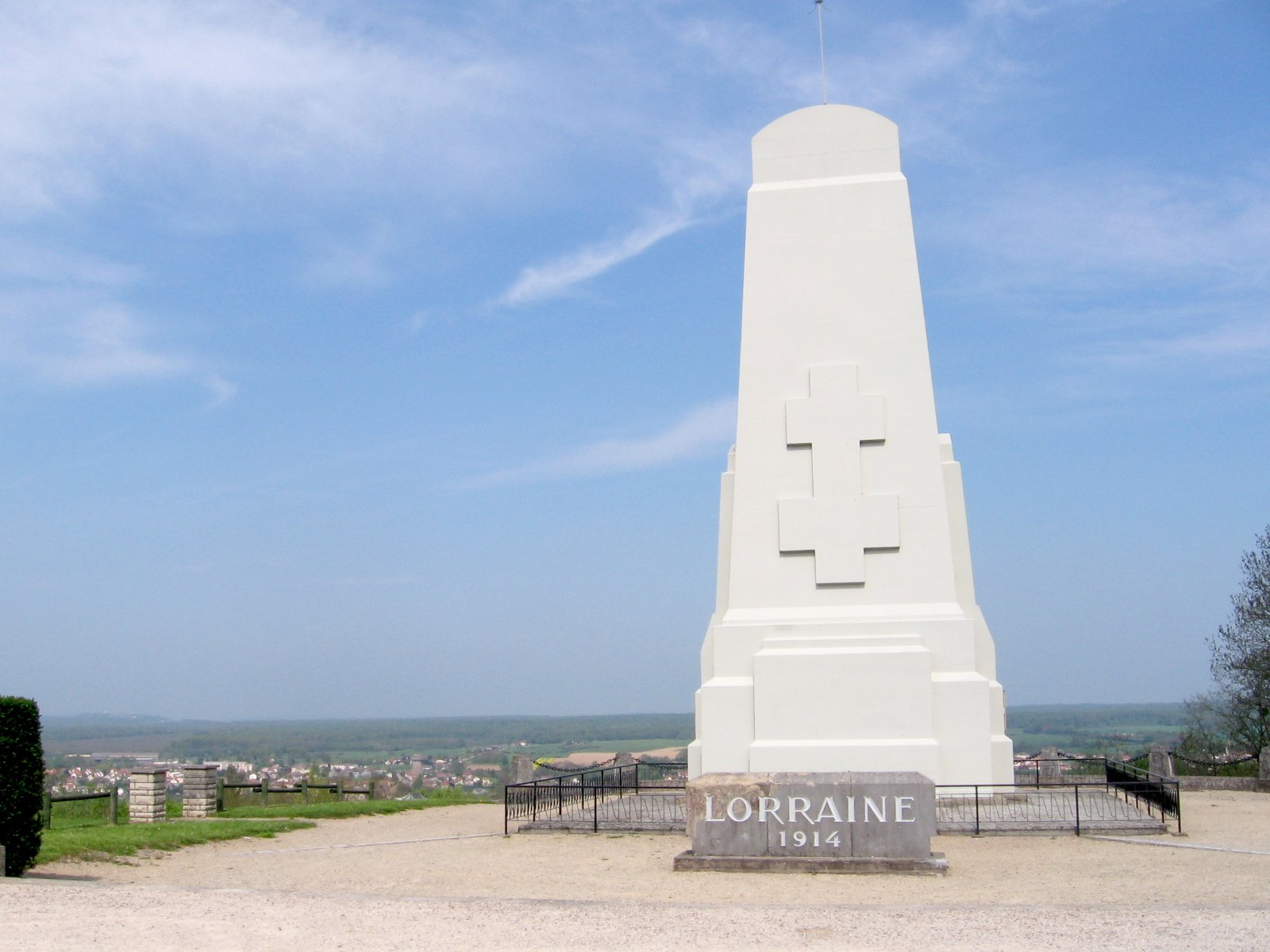
Lothringerkreuz in Erinnerung an 1914 (auf einem Hügel über Charmes, Département Vosges)

Seit 25. Juni 1912 trug das Reichsland Elsaß-Lothringen im Deutschen Kaiserreich ein Kreuz in seiner Flagge. Dieses Kreuz war der Form nach allerdings ein Patriarchenkreuz. Vom 11. bis 21. November 1918 trug die Republik Elsass-Lothringen dasselbe Kreuz in ihrer Flagge.

### 1940–1944 Freie Französische Kräfte

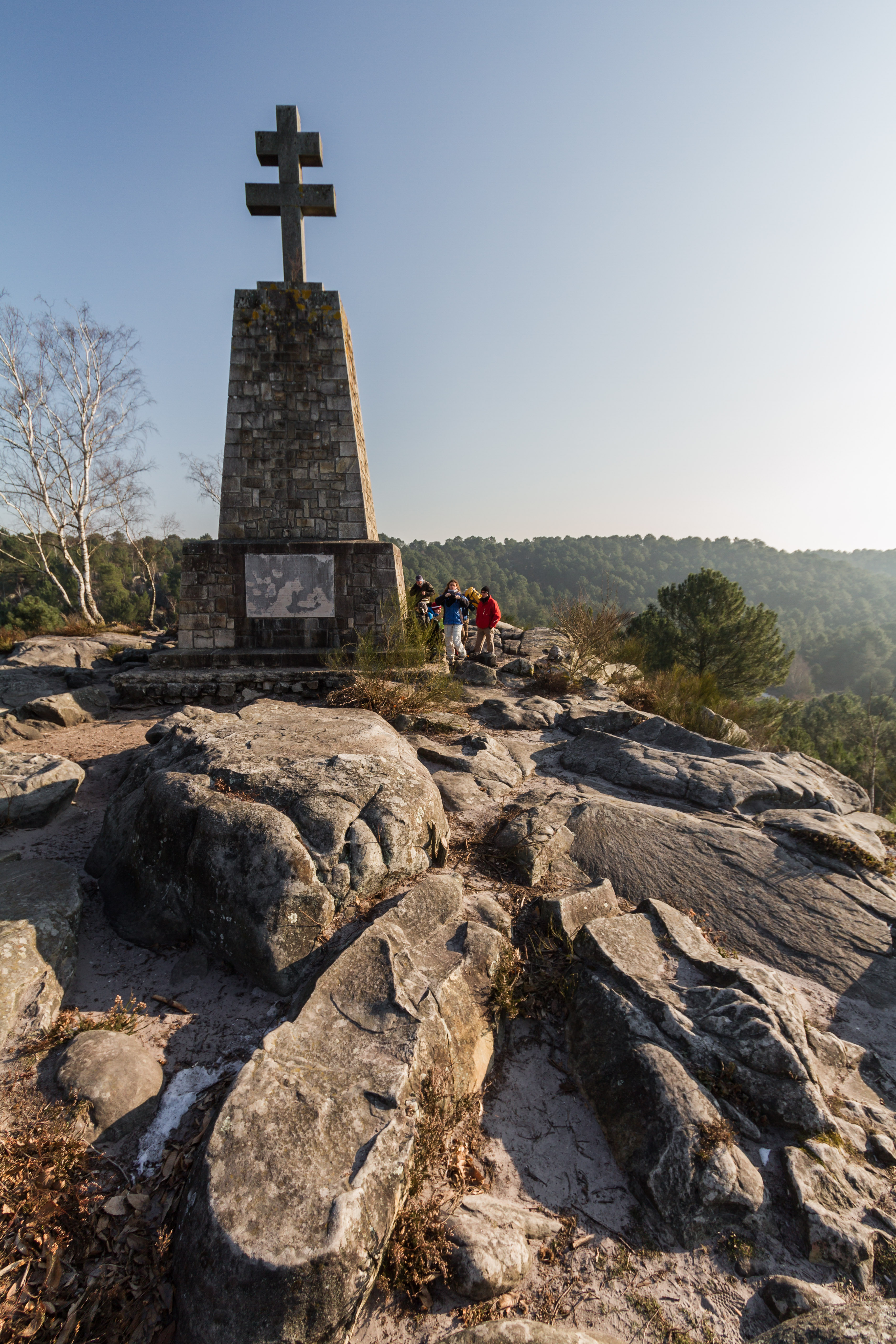
Résistance-Denkmal im Südwesten des Waldes von Fontainebleau, Département Seine-et-Marne

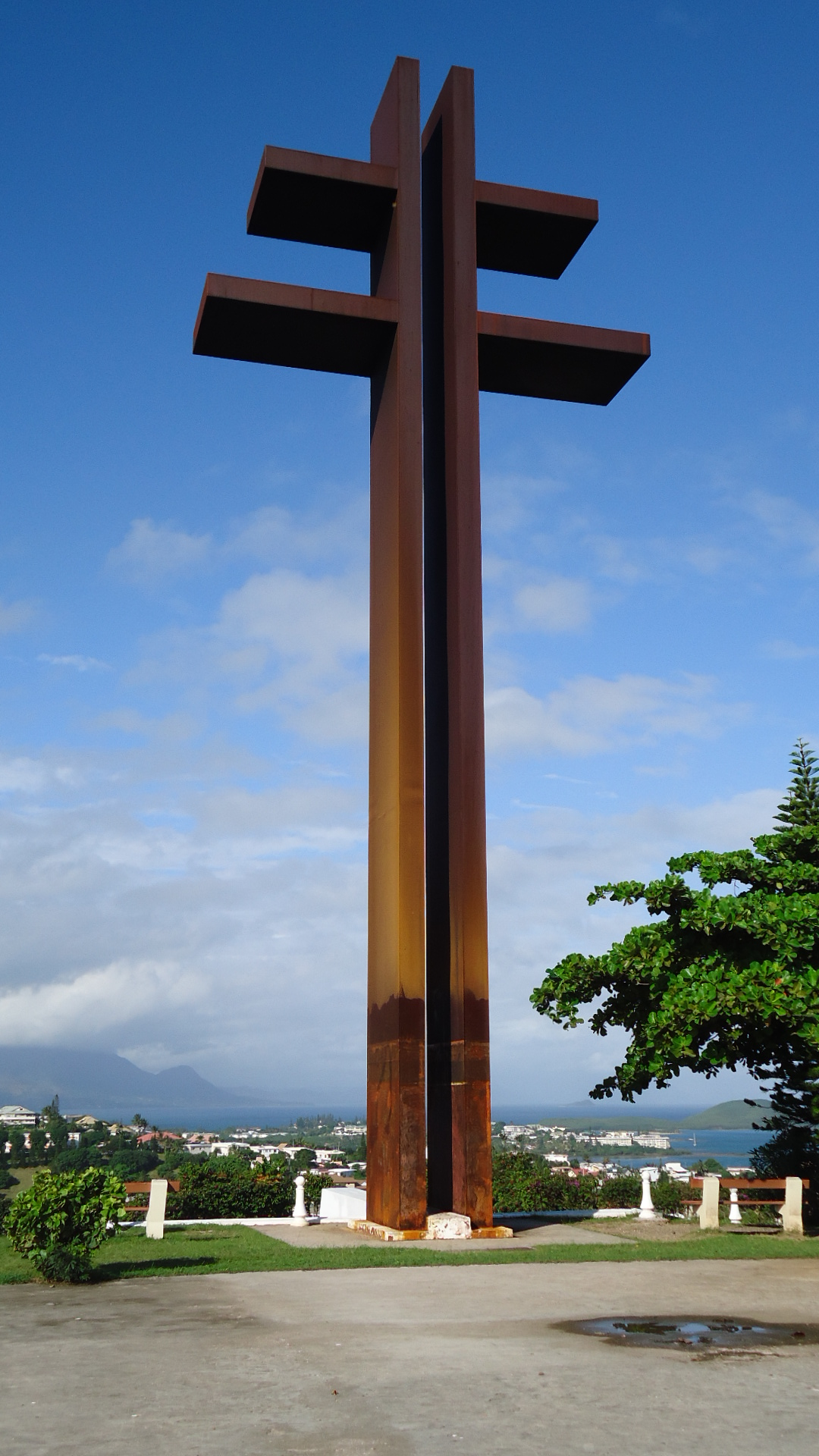
Lothringerkreuz in Nouméa als Symbol der Freien Französischen Kräfte Neukaledoniens

Im Zweiten Weltkrieg, nach der Kapitulation Frankreichs und der Installation der Vichy-Regierung unter Philippe Pétain im Sommer 1940, wählte sich die französische Exil-Regierung in London das Lothringerkreuz mit veränderten Querbalken als ihr Symbol. Georges Thierry d’Argenlieu schlug die Verwendung des Lothringerkreuzes am 1. Juli 1940 bei Charles de Gaulle vor, um ein dem Hakenkreuz entgegenzustellendes Symbol zu haben. Seitdem zogen die Freien Französischen Streitkräfte unter diesem Zeichen in den Kampf. Außerdem ist es auf drei französischen Orden bzw. Verdienstmedaillen aus dieser Epoche zu sehen: dem Ordre de la Libération, der Médaille de la Résistance und der Médaille commémorative des services volontaires dans la France Libre. Auf dem Kragenspiegel seiner Uniform trug de Gaulle indes eine andere Variante des Kreuzes, die man als „Patriarchen-Kleeblattkreuz“ beschreiben könnte – es war ein Kreuz mit kleeblattförmig endenden Armen, wie in alten Wochenschauen zu sehen ist.
Das Lothringerkreuz ist bis heute als Symbol der Freien Französischen Kräfte präsent. Als Zeichen der Exilregierung und in Erinnerung an die geglückte Landung der alliierten Streitkräfte in der Normandie 1944 („Operation Overlord“) stehen einige Lothringerkreuze an den dortigen Landungsstränden. Das Denkmal für Charles de Gaulle in Colombey-les-Deux-Églises zeigt ein Lothringerkreuz, ebenso das 1060 enthüllte Mémorial de la France combattante. Die letzten beiden Schiffe der Seekräfte des freien Frankreichs (FNFL), die noch im aktiven Dienst der heutigen französischen Marine stehen – die beiden Segelschulschiffe Belle Poule und Étoile –, setzen auch im 21. Jahrhundert traditionell die FNFL-Gösch mit dem Lothringerkreuz. Das 2018 erneuerte Logo des Élysée-Palasts schmückt ebenfalls das Lothringerkreuz.

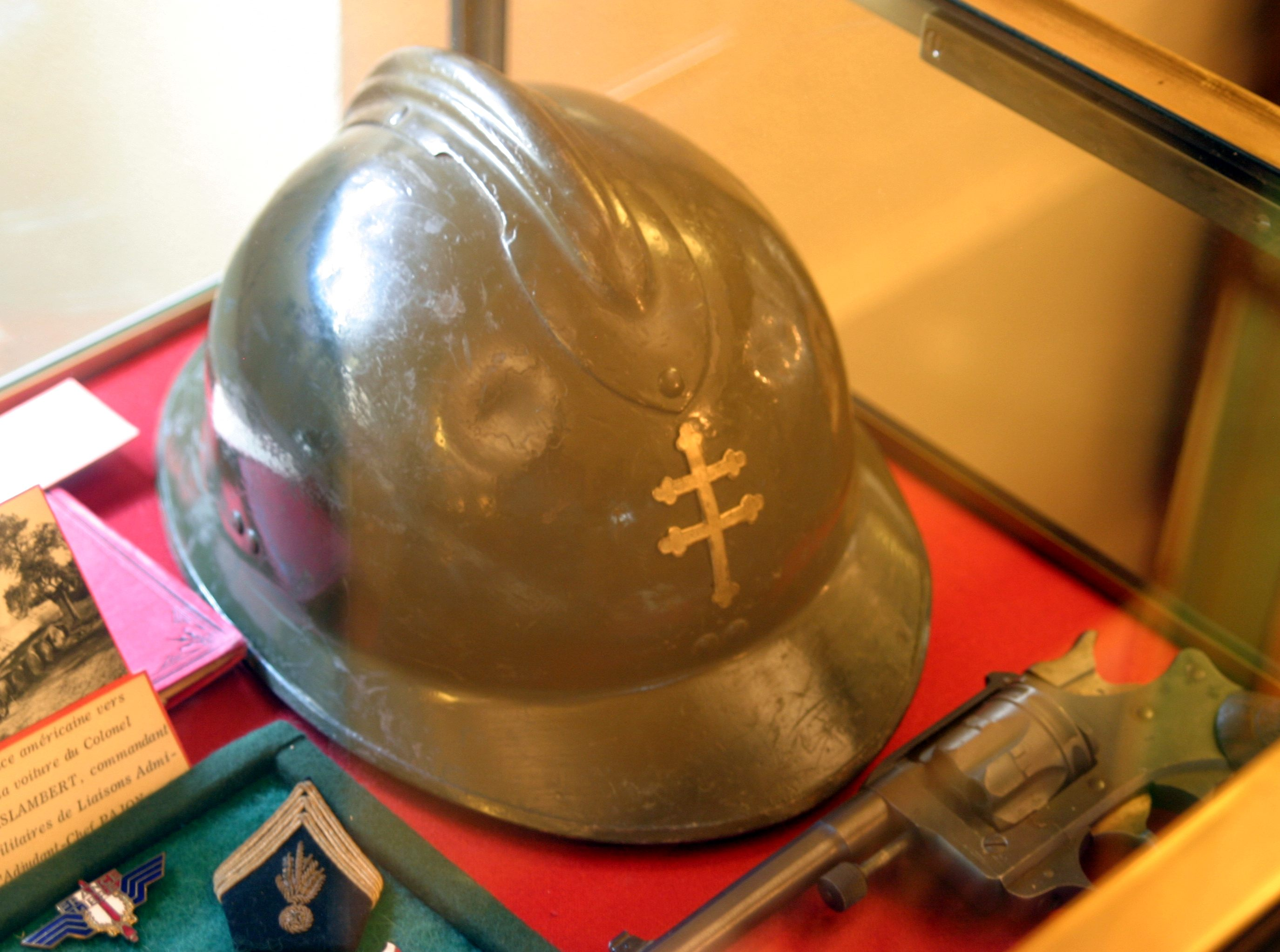
Soldatenhelm der Freien Französischen Kräfte
1940–1944 Flagge der Freien Französischen Kräfte
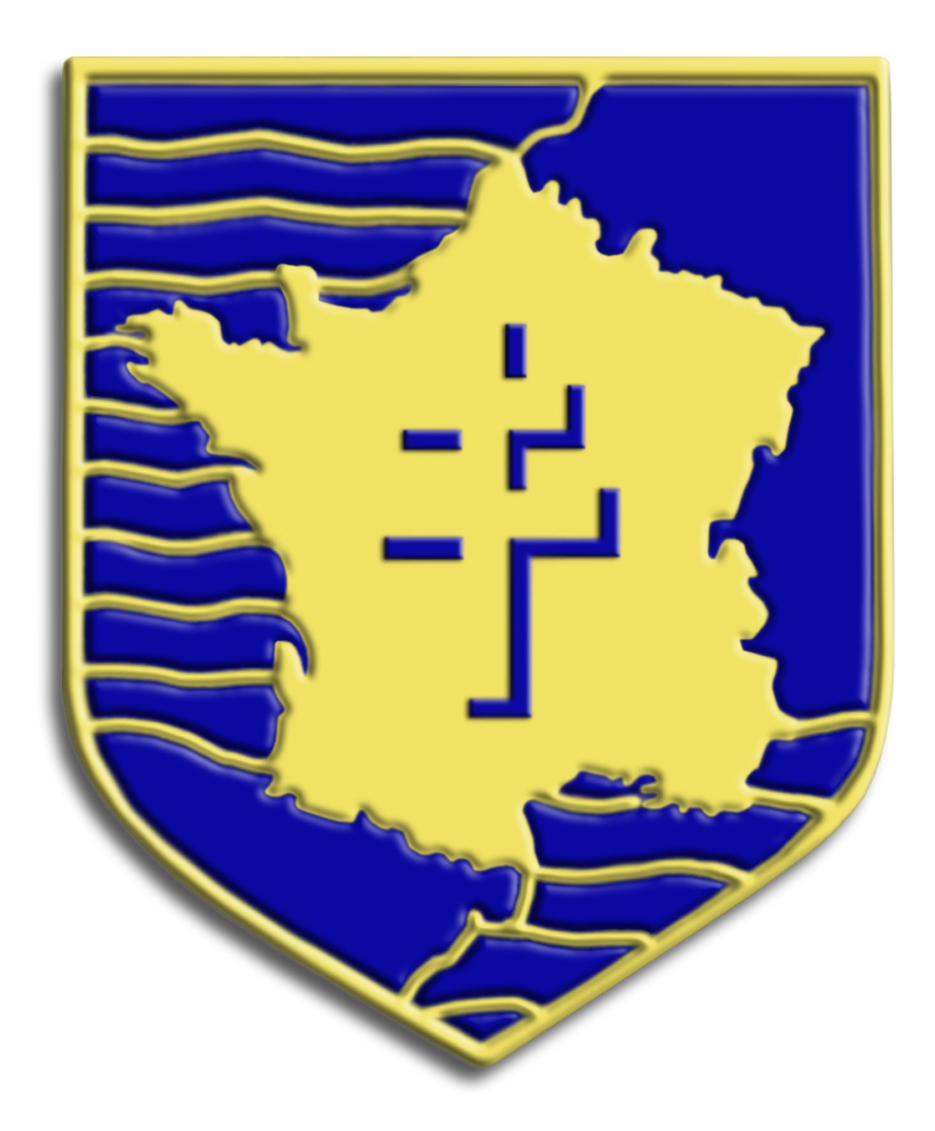
Zweite Division der Französischen Armee
1940–1944 Gösch der Freien Französischen Seekräfte (FNFL)

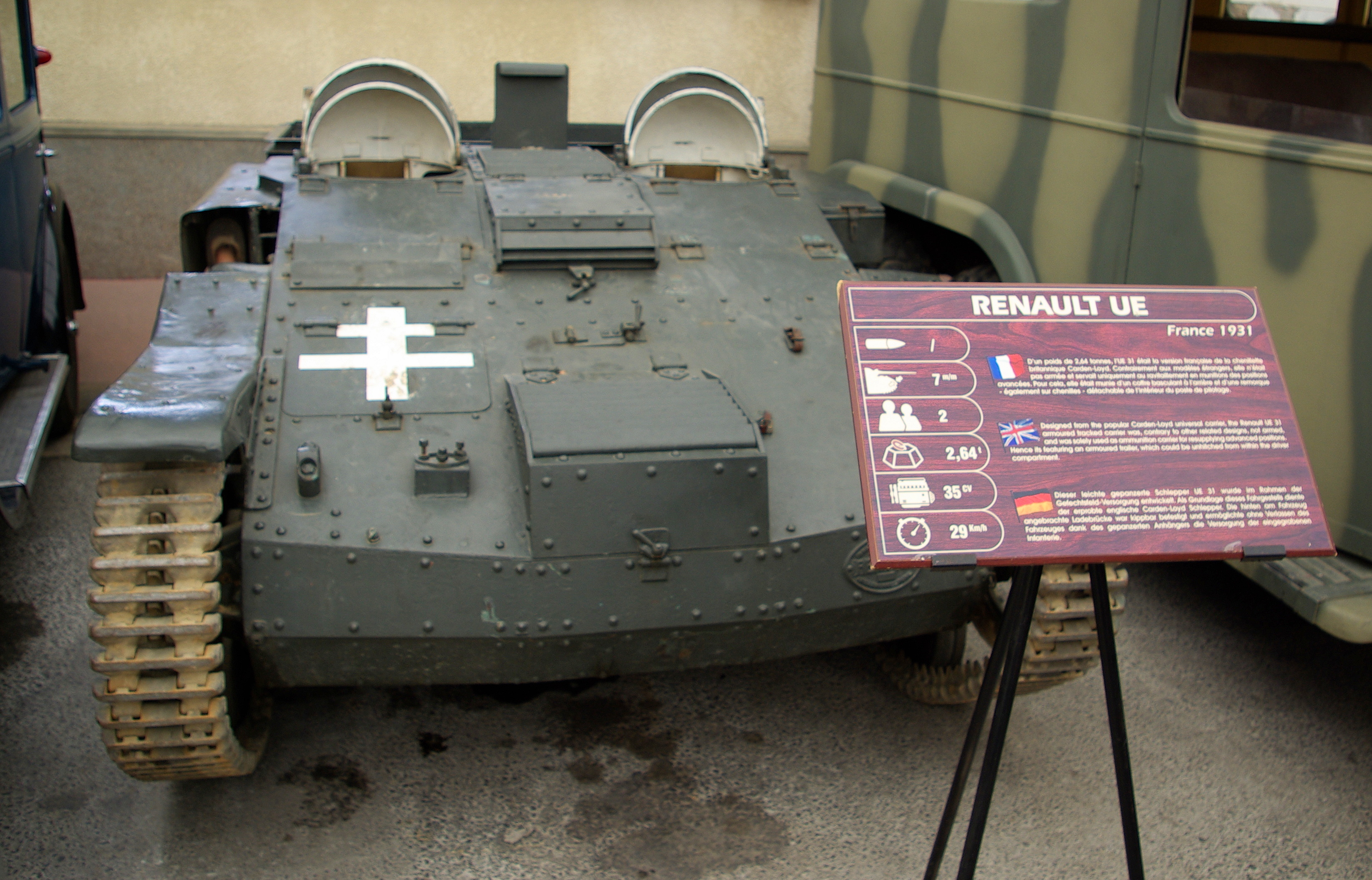
Lothringerkreuz auf einer Tankette vom Typ Renault UE Chenillette
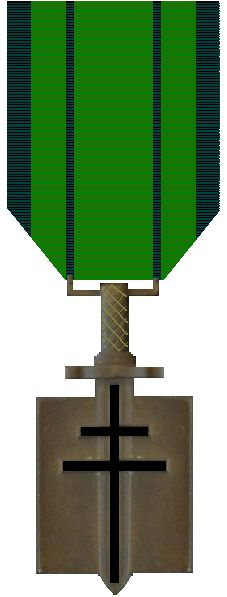
Ordre de la Libération
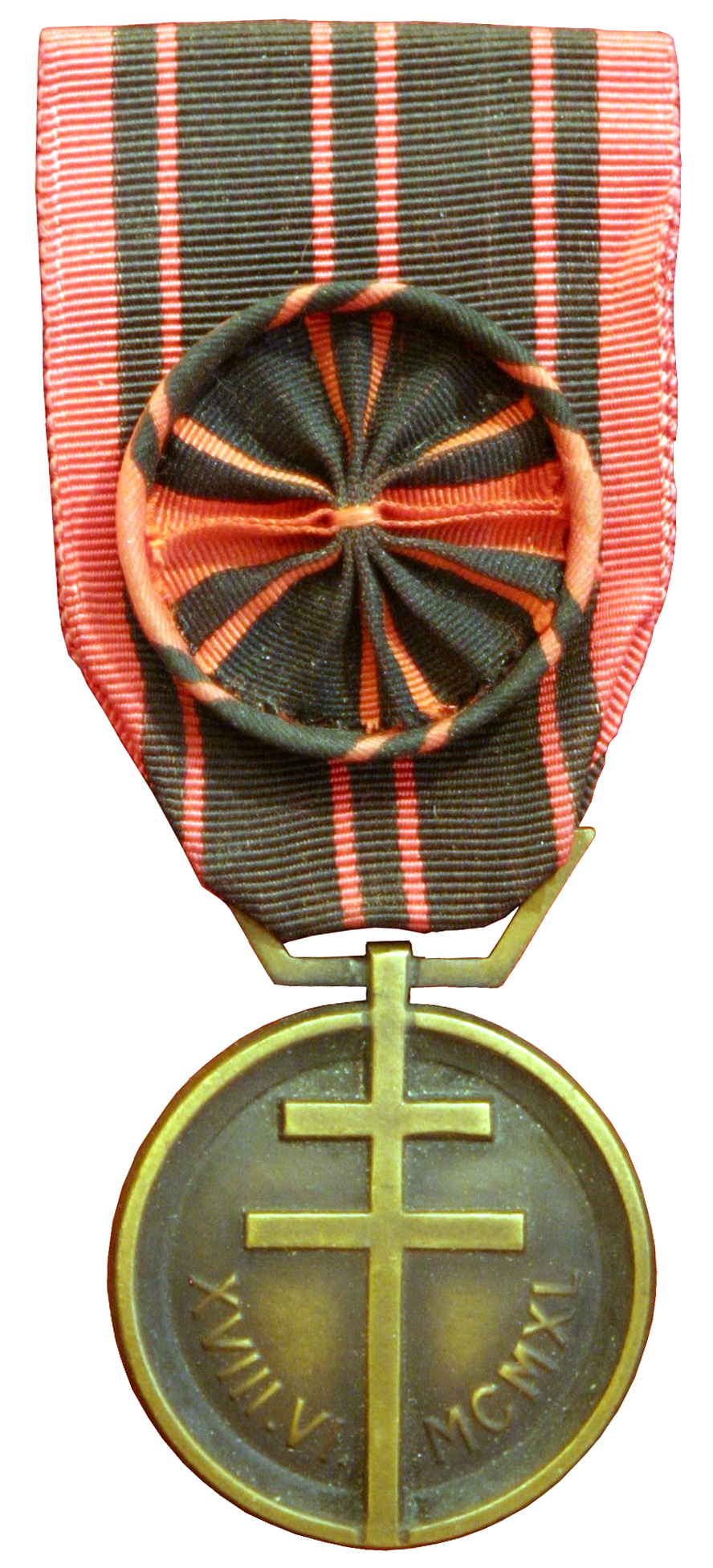
Médaille de la Résistance mit Rosette
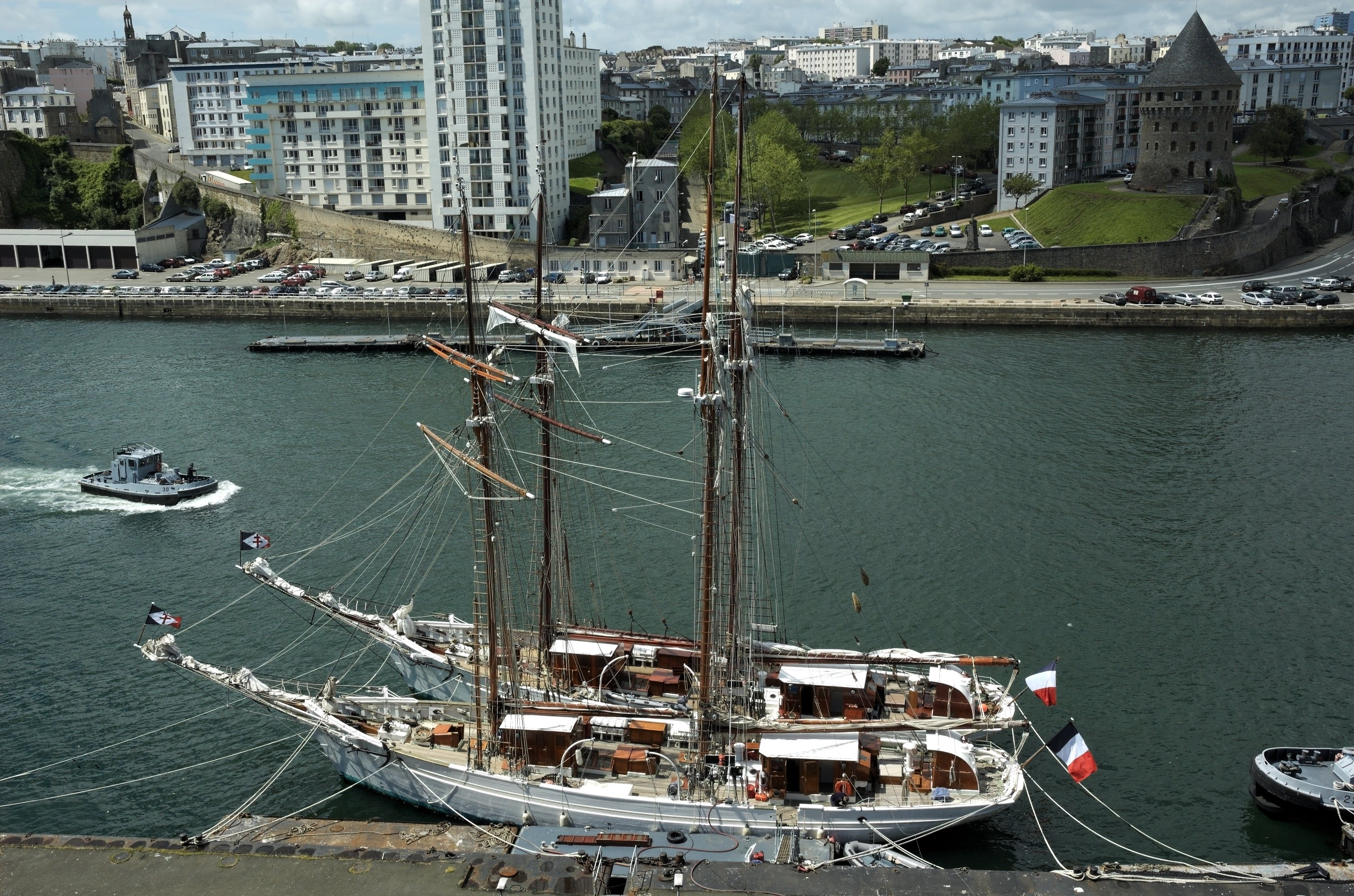
Étoile und Belle Poule mit der Gösch der FNFL
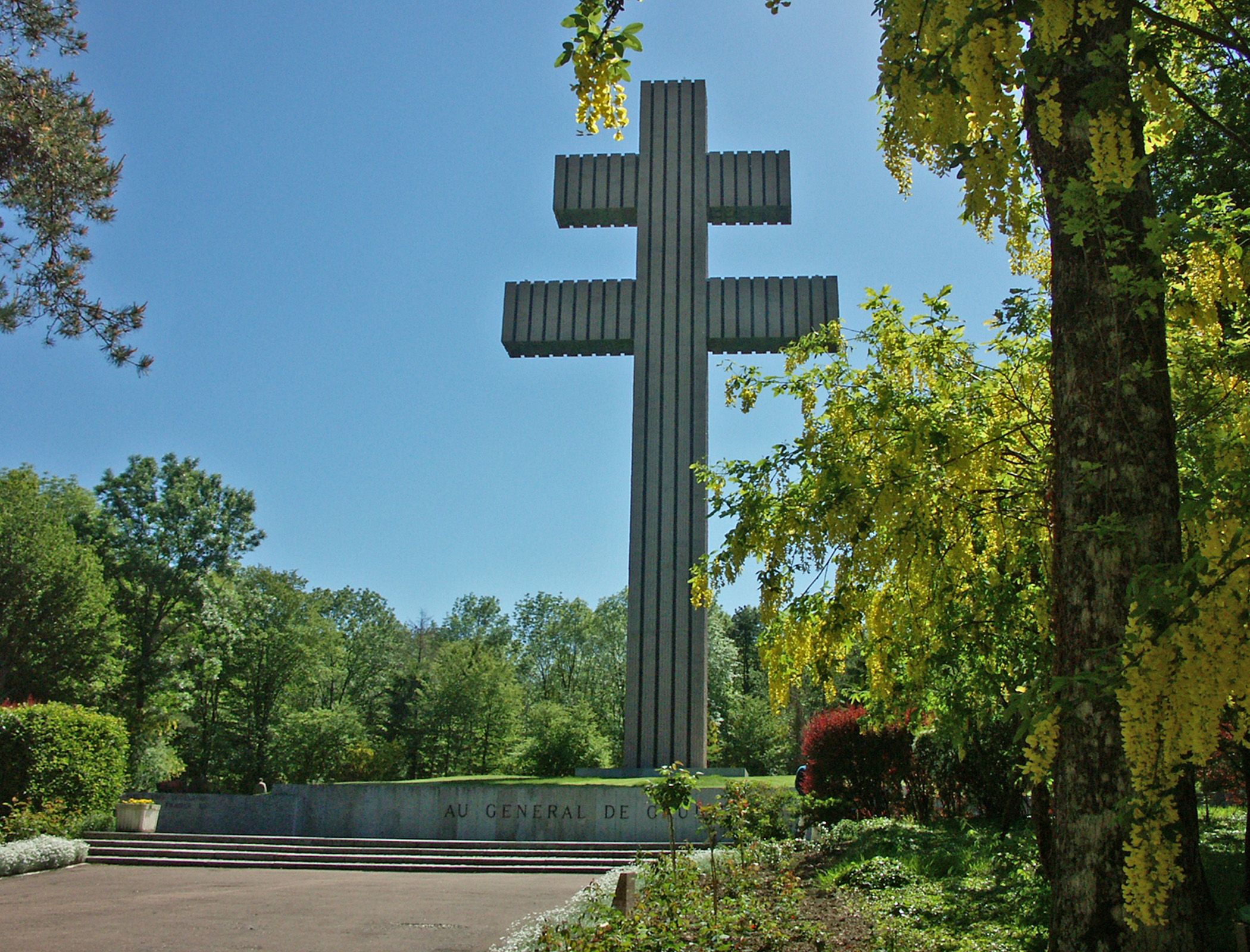
De-Gaulle-Denkmal in Colombey, 1972

## Nach der Libération
Seit 1945 ist das Lothringerkreuz das Symbol des französischen Gaullismus.

### Sonstiges
- Ein verwandtes Symbol benutzt die American Lung Association.

## Schriftzeichen
In Unicode ist das Zeichen U+2628 cross of lorraine enthalten (im Block „Verschiedene Symbole“), dessen in den Codetabellen dargestellte Glyphe
jedoch keine eindeutige Abgrenzung zum Patriarchenkreuz zeigt.
Ein dem Gestaltungsprinzip des Lothringerkreuzes nahekommendes Zeichen ist das Langdoppelkreuz (U+2021 double dagger im Unicode-Block „Allgemeine Interpunktion“), das jedoch in vielen Schriftarten eine für Kreuz-Symbole ungeeignete Gestaltung hat (insbesondere ist die Darstellung von Längs- und Querbalken häufig nicht rechteckig).
Ein anderes solches Zeichen ist U+29E7 thermodynamic („Senkrechter Balken gekreuzt von zwei Horizontalen“)
im Unicode-Block „Verschiedene mathematische Symbole-B“.